# 高松茂
高松 茂（たかまつ しげる、1958年（昭和33年）12月23日 - ）は、日本の実業家。三井不動産レジデンシャルサービス社長を務めた。

## 人物・経歴
東京都出身。1981年青山学院大学経営学部卒業、三井不動産入社。2009年三井不動産レジデンシャル執行役員。2013年同取締役常務執行役員に昇格。
2015年から三井不動産レジデンシャルサービス社長を務め、管理者管理手法の採用を行うなどした。
2019年同会長。この間、マンション管理業協会副理事長等も務めた。